# Quiina congesta
Quiina congesta är en tvåhjärtbladig växtart som beskrevs av Richard Sumner Cowan. Quiina congesta ingår i släktet Quiina och familjen Ochnaceae. Inga underarter finns listade i Catalogue of Life.